# Myotis formosus
Myotis formosus е вид бозайник от семейство Гладконоси прилепи (Vespertilionidae).

## Разпространение
Видът е разпространен в Афганистан, Бангладеш, Индия, Индонезия (Бали, Сулавеси, Суматра и Ява), Китай, Лаос, Непал, Провинции в КНР, Северна Корея, Тайван, Филипини и Южна Корея.